# Roberto Tomassini
Roberto Tomassini (* 2. August 1962 in San Marino) ist ein ehemaliger san-marinesischer Radrennfahrer.

## Sportliche Laufbahn
Tomassini war im Straßenradsport aktiv und Teilnehmer der Olympischen Sommerspiele 1980 in Moskau. Er startete im olympischen Straßenrennen und beendete das Rennen nicht.
Von 1988 bis 1995 war er Berufsfahrer in verschiedenen italienischen Radsportteams. Er hatte als Radprofi aber keine Erfolge.